# Скипидарный
Скипидарный — поселок в Борском районе Самарской области. Входит в состав сельского поселения Большое Алдаркино. 

## География
Находится на расстоянии примерно 10 километров по прямой на восток от районного центра села  Борское в западной части Бузулукского бора.

## Население
Постоянное население составляло 2 человека (русские 50%, мордва 50%) в 2002 году, 8 в 2010 году.